# Cascades de Reichenbach
Les cascades de Reichenbach (alemany: Reichenbachfall) són una sèrie de cascades al torrent de Reichenbach a l'Oberland bernès de Suïssa. Tenen una caiguda total de 250 metres. Amb 90 metres, la cascada alta de Reichenbach és una de les cascades més altes dels Alps. Avui, una planta hidroelèctrica utilitza el cabal de les cascades Reichenbach durant certs períodes de l'any, reduint el cabal d'aigua.
En la literatura, Sir Arthur Conan Doyle va utilitzar les cascades com l'emplaçament del duel final entre el seu heroi Sherlock Holmes i el seu enemic el Professor Moriarty a "El problema final".

## Localització

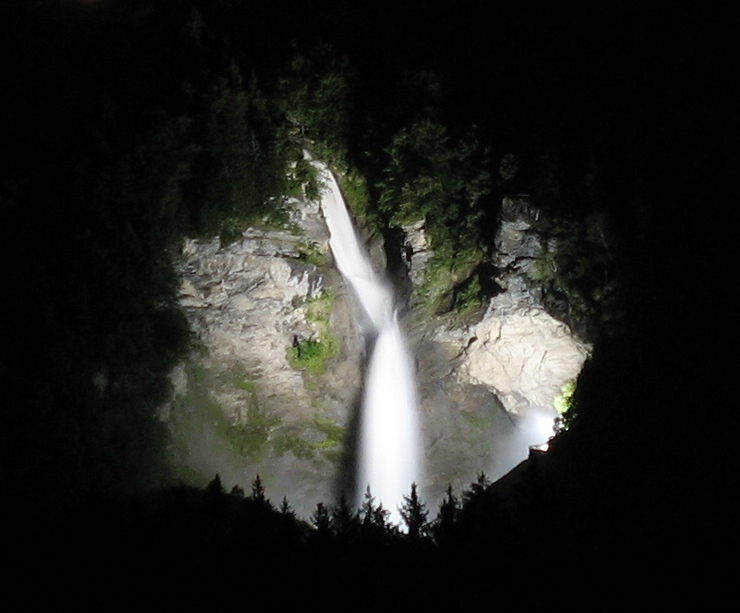
Les cascades de Reichenbach de nit

Les cascades es troben a la part baixa de la vall de Reichenbachtal, al torrent de Reichenbach, un afluent del riu Aar. Es troben a 2 km al sud del poble de Meiringen i a 25 km a l'est d'Interlaken. Políticament, les cascades es troben a Schattenhalb al cantó de Berna.
Les cascades són accessibles mitjançant el funicular de Reichenbachfall. L'estació inferior es troba a 20 minuts a peu o a 6 minuts en bus de l'estació de tren de Meiringen, a la línia de Brünig que uneix Interlaken i Lucerna.

## En la cultura popular

### A les històries deSherlock Holmes
El poble i les cascades són coneguts mundialment com l'emplaçament d'un esdeveniment fictici: és la localització on Sherlock Holmes lluita a mort amb el Professor Moriarty, al final de "El problema final", publicat originalment el 1893. A l'estació del funicular una placa commemmora a Sherlock Holmes i també hi ha un museu sobre el personatge al poble de Meiringen.
D'entre les moltes cascades de l'Oberland bernès, les cascades de Reichenbach va causar una gran impressió a Sir Arthur Conan Doyle, quan durant unes vacances a Suïssa el seu amfitrió, Sir Henry Lunn, el fundador de Lunn Poly, va mostrar-les-hi. El net de Lunn, Peter Lunn, recorda: "El meu avi va dir 'Fes-lo caure per les cascades de Reichenbach' però Conan Doyle no n'havia sentit a parlar mai així que les hi va ensenyar." Doyle va quedar tan impressionat que va decidir que el seu heroi morís allà.
La cornisa des de la qual Moriarty cau és al costat oposat de l'estació del funicular i és accessible a través d'un camí que puja fins al capdamunt de les cascades. La cornisa està marcada amb una placa que diu: "En aquest lloc terrible, Sherlock Holmes derrotà el Professor Moriarty el 4 de maig de 1891." El camí on el duel va tenir lloc acaba a uns cent metres de les cascades. Quan Doyle va veure les cascades el camí acabava molt més a prop, gairebé a tocar, però al llarg dels anys el camí s'ha erosionat i la cascada ha retrocedit.

### Altres
El pintor romàntic JMW Turner va immortalitzar les cascades de Reichenbach en diferents obres.
El grup indie Ravens Chimes va anomenar el seu àlbum de debut com les cascades.
"Les cascades de Reichenbach" també fou el títol d'una sèrie de la BBC Four escrita per James Mavor, basada en la idea de Ian Rankin i situada a Edimburg. Hi apareixen diversos personatges històrics associat a la ciutat, entre ells Conan Doyle i el seu mentor el Doctor Joseph Bell.
A Sherlock Holmes: joc d'ombres, l'adaptació cinematogràfica del 2011 inspirada en "El problema final", també hi apareixen les cascades, tot i que en aquest cas hi ha una fortificació al capdamunt.
El tercer episodi de la segona temporada de la sèrie de la BBC "Sherlock", "La caiguda de Reichenbach", inspirat en "El problema final", juga amb el nom de les cascades.

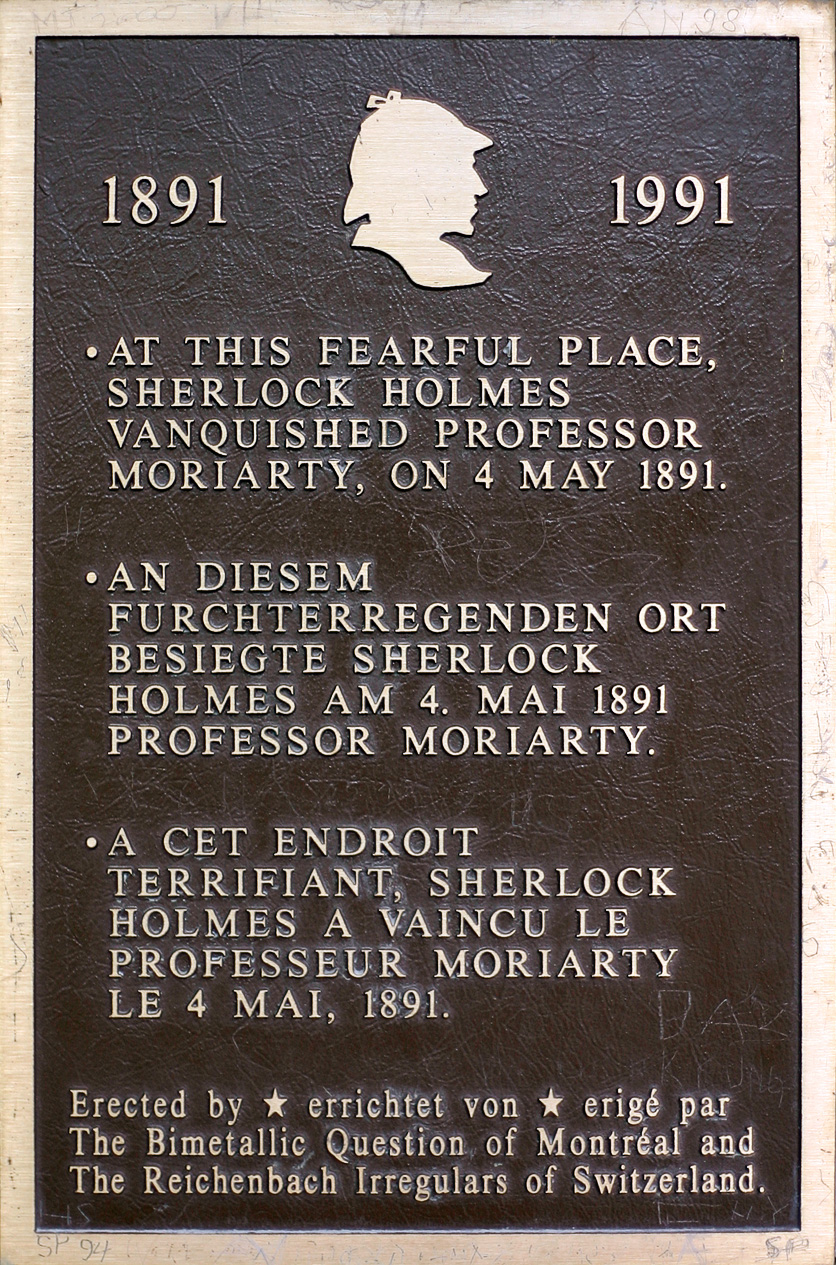
La placa a la cornisa que commemora Sherlock Homes
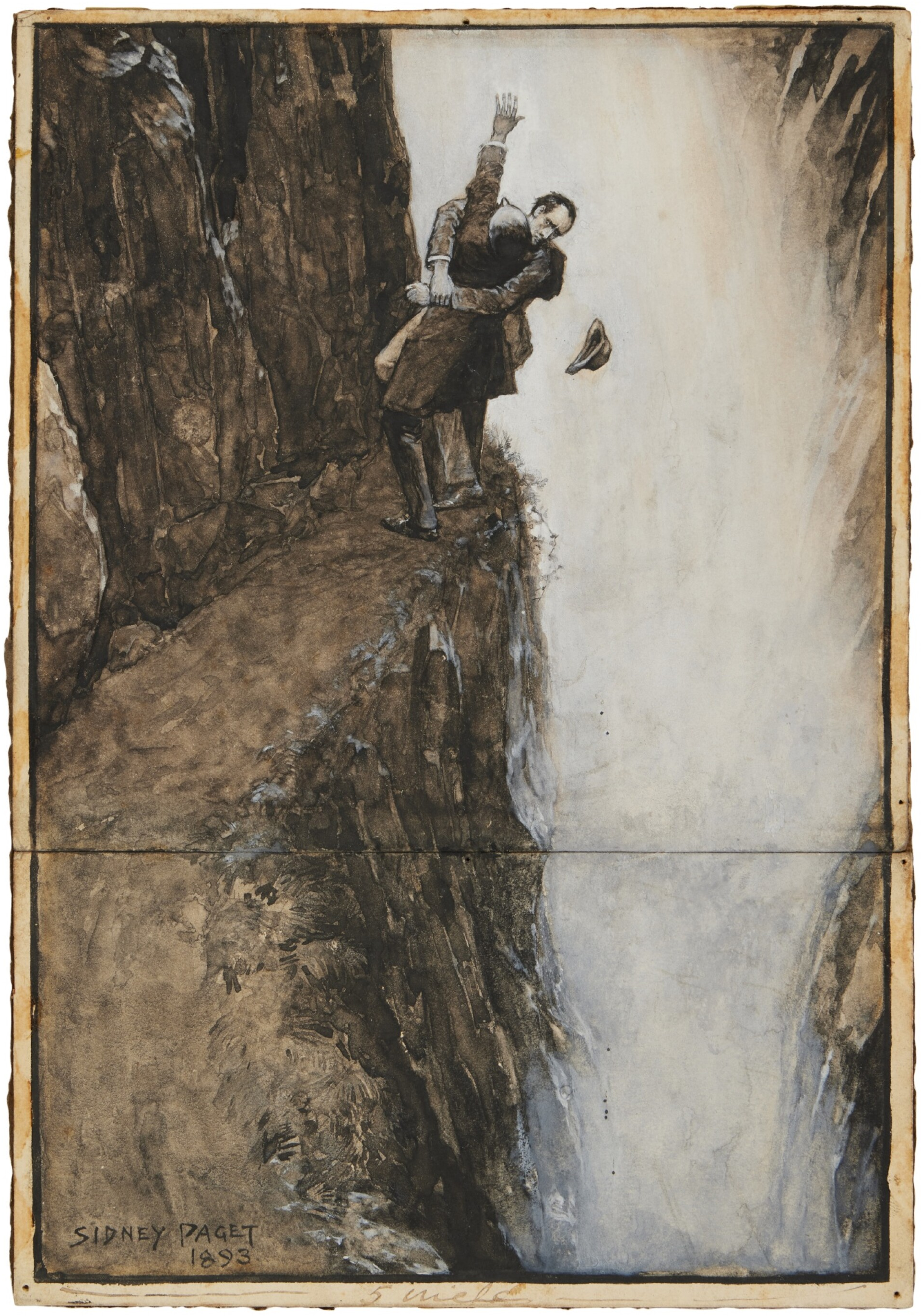
Holmes i Moriarty lluitant a les cascades de Reichenbach, il·lustració de Sidney Paget.
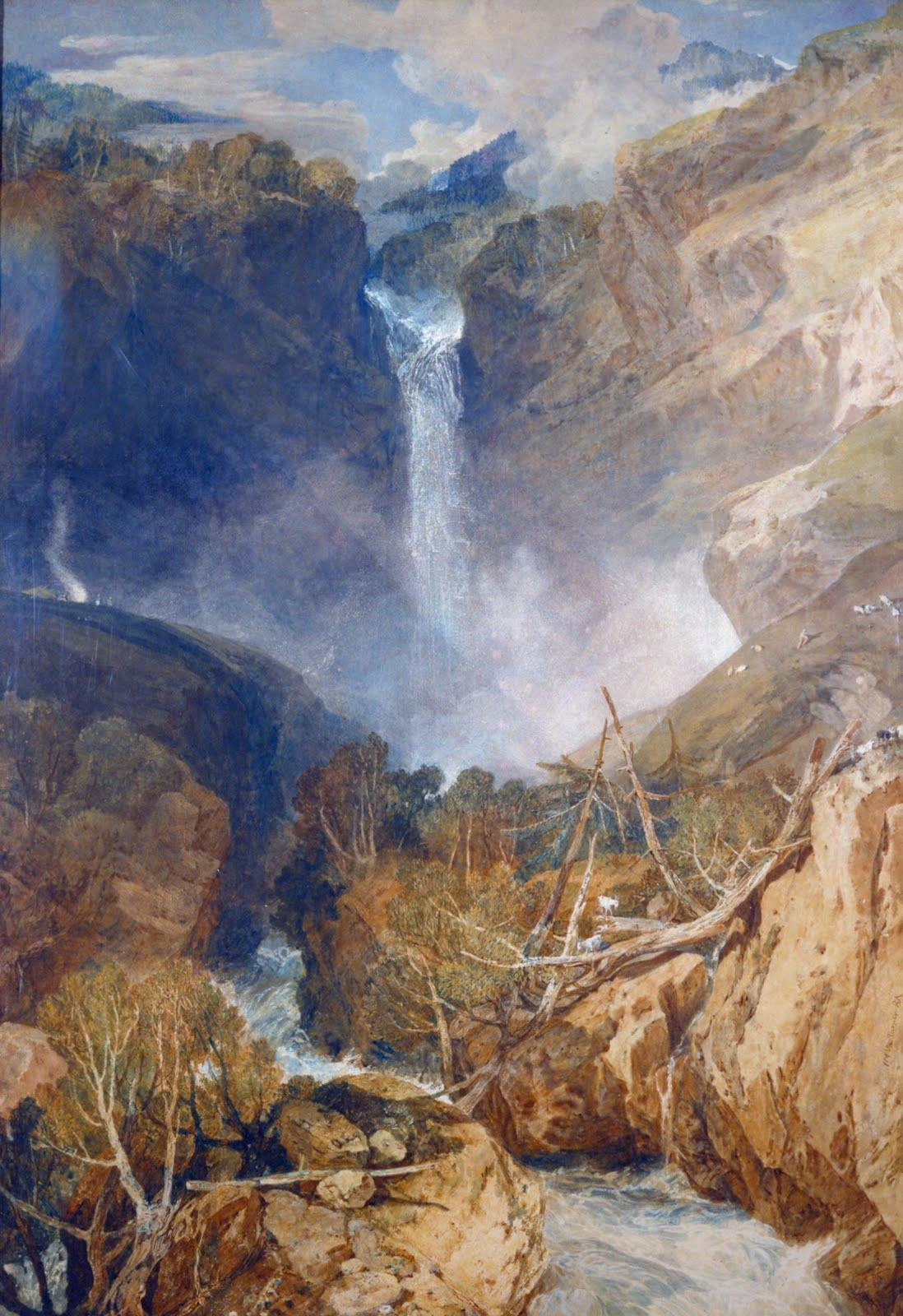
Quadre de Turner de 1804 de les cascades de Reichenbach. L'original es troba a la col·lecció de Cecil Higgins Art Gallery & Bedford Museum.